# Hrabstwo Warren (Wirginia)

Piramida wieku hrabstwa

Hrabstwo Warren – hrabstwo w USA, w stanie Wirginia, według spisu z 2000 roku liczba ludności wynosiła 31 584. Siedzibą hrabstwa jest Front Royal.

## Geografia
Według spisu hrabstwo zajmuje powierzchnię 559 km², z czego 551 km² stanowią lądy, a 8 km² – wody.

### Miasta
- Front Royal

### CDP
- Apple Mountain Lake
- Shenandoah Farms
- Shenandoah Shores
- Skyland Estates